# Dení
El dení (també deni o dani) és una de les llengües arawanes de l'Estat de l'Amazones (Brasil) als marges dels rius Purús i Juruá, a l'Amazònia (Terra Indígena Camadeni i Terra Indígena Deni). Té similituds amb el jamamadí.

## Fonologia
La tabla presenta els fonemes del dení.
Vocals
|         | Anterior | Central | Posterior |
| ------- | -------- | ------- | --------- |
| Tancada | i i      |         |           |
| Mitjana |          |         | o o       |
| Oberta  |          | a a     |           |

Consonants
|           |           | Bilabial | Dental | Vélar | Glotal |
| --------- | --------- | -------- | ------ | ----- | ------ |
| Oclusiva  | Sorda     | p p      | t t    | k k   |        |
| Oclusiva  | Aspirada  | ph pʰ    | th tʰ  | kh kʰ |        |
| Oclusiva  | Implosiva | b ɓ      | d ɗ    |       |        |
| Fricativa | Fricativa |          |        |       | h h    |
| Africada  | Sorda     |          | s t͡s   |       |        |
| Africada  | Aspirada  |          | sh t͡sʰ |       |        |
| Africada  | Sonora    |          | j d͡z   |       |        |
| Nasal     | Nasal     | m m      | n n    |       |        |
| líquida   | líquida   |          | r r    |       |        |
| Semivocal | Semivocal | w w      |        |       |        |